# Beluga Fortune
Die ehemalige Beluga Fortune ist ein unter der Flagge von Antigua und Barbuda fahrender Mehrzweck-Schwergutfrachter. Das Schiff, das zur Beluga-F-Serie der ehemaligen Bremer Reederei Beluga Shipping gehört, wurde 2010 im Indischen Ozean von Piraten überfallen.

## Geschichte
Das Schiff wurde als Baunummer QS20060301 auf der Werft China Changjiang Shipping Group, Qingshan Shipyard in Wuhan, China, gebaut. Der Neubau wurde am 15. Mai 2006 bestellt. Die Kiellegung fand am 16. August, der Stapellauf am 17. Dezember 2007 statt. Die Fertigstellung des Schiffes erfolgte am 11. August 2008.
Das Schiff gehörte der Beluga Shipping GmbH & Co. KG MS „Bremer Fortune“, einer Einschiffsgesellschaft von Beluga Shipping. Bereedert wurde es von Beluga Shipping.

### Piratenangriff im Oktober 2010
Das Schiff wurde am 24. Oktober 2010 von somalischen Piraten angegriffen und gekapert. Das für Beluga Shipping fahrende Schiff setzte um 07.08 Uhr (MESZ) einen Notruf ab. Der Frachter befand sich zu diesem Zeitpunkt im Indischen Ozean rund 1.200 Seemeilen östlich der kenianischen Hafenstadt Mombasa auf dem Weg von den Vereinigten Arabischen Emiraten in den südafrikanischen Hafen Richards Bay.
An Bord des Schiffes befanden sich 16 Besatzungsmitglieder, darunter zwei deutsche und drei russische Staatsbürger. Die Besatzung legte das Schiff lahm, indem sie die Hauptmaschine abschaltete, die Brennstoffzufuhr unterbrach und sich anschließend in einem Sicherheitsraum verschanzte. Die EU NAVFOR Somalia entsandte die britische Fregatte Montrose, die sich am nächsten zum gekaperten Frachtschiff befand. Sie erreichte das Schiff am nächsten Tag. Die Piraten flohen daraufhin. Die Beluga Fortune setzte ihre Reise nach Richards Bay fort.

### Verbleib des Schiffes
Nach der Insolvenz von Beluga Shipping wurde das Schiff zunächst von der Peter Döhle Schiffahrts-KG mit Sitz in Hamburg weiterbetrieben und 2013 auf die zu Döhle gehörige MS „Corrinna“ Schiffahrtsgesellschaft mbH & Co. KG übertragen. Neuer Name unter dem Management von Peter Döhle wurde Fortune.
2018 wurde das Schiff an die zur BF Shipmanagement in Stade gehörige BIFOR Shipping GmbH & CO KG verkauft. Es fuhr als BBC Fortune in Charter der in Leer ansässigen Reederei BBC Chartering.